# Walter Bradford Barrows
Pour les articles homonymes, voir Bradford (homonymie) et Barrows.
Walter Bradford Barrows est un ornithologue américain, né le 10 janvier 1855 à Wellesley (Massachusetts) et mort le 26 février 1923 à East Lansing (Michigan).

## Biographie
Son père, William Barrows, est un prêtre congrégationaliste et un écrivain et sa mère, Elisabeth Adams née Cate, enseigne au Bradford College et dirige le séminaire féminin du Wheaton College. Son père, grand pêcheur et chasseur, transmet à ses fils le goût de la nature et les encourage à passer leur temps à explorer la campagne environnante. Le jeune Walter commence à collectionner des œufs d’oiseaux à 14 ans. À seulement 15 ans, il s’initie à la taxidermie.
Barrows obtient son Bachelor of Sciences en 1876 et commence à travaille dans une entreprise de commerce de spécimens d’histoire naturelle de Rochester (New York). Il démissionne trois ans plus tard pour accepter un poste de professeur de physique et de chimie au Colegio Nacional à Concepción del Uruguay. Il consacre ses loisirs dans des excusions dans la pampa où il récolte près de deux cents espèces. En janvier 1881, il fait partie d’une mission commissionnée par le gouvernement de l’Argentine pour étudier la faune et la flore de la pampa de l’extrême sud de la province de Buenos Aires. Cette expédition dure dix semaines et parcourt plus de 1 200 km.  Il fait paraître ses observations ornithologiques qu’il réalise alors en 1883 et 1884.
Barrows revient aux États-Unis d'Amérique en 1881 et devient professeur de science à l’école normal de l’État de Massachusetts de Westfield. L’année suivante, il se marie avec Lizzie Maud Withall et le couple s’installe à Middletown (Connecticut) où Walter Barrows enseigne la biologie à l’université Wesleyenne. De 1884 à 1886, il donne en plus des cours de botanique au Trinity College. Il se lie d’amitié avec John Hall Sage (1847-1925) et les deux hommes font de nombreux excursions communes.
En 1886, Barrows entre au département d’ornithologie et de mammalogie du ministère de l’Agriculture à Washington DC. Il se consacre à l’observation des espèces ayant un impact pour l’agriculture. Il fait paraître sa première étude, The English Sparrow in North America, en 1886 où il étudie la répartition du moineau domestique et son comportement, notamment alimentaire. L’introduction de cette espèce en Amérique du Nord suscitait alors de nombreux jugements et commentaires. Il fera paraître une étude sur les corbeaux en 1895. Il remplace provisoirement, en 1891, le chef du service, Clinton Hart Merriam (1855-1942).
Il démissionne de son poste pour enseigner la zoologie et la physiologie au Agricultural College du Michigan (aujourd'hui l’université de l'État du Michigan), fonction qu’il conserve jusqu’à sa mort. Il sert également d’entomologiste à la Station agricole expérimentale du Michigan en 1897-1898. Sa femme meurt en avril 1916.

## Source
- A.K. Fisher (1925). Walter Bradford Barrows, The Auk, 62, 1 : 1-14.